# 폴 캠벨 (캐나다의 배우)
폴 캠벨(Paul Campbell, 1979년 6월 22일 ~ )는 캐나다의 배우이다.

## 방송
- 나이트 라이더
- 배틀스타 갤럭티카 시즌2
- 수퍼맨 비긴즈 : 스몰빌 3

## 영화
- 일 페이티드 (2004년) - 지미 역
- 싸이코 빌리지 (1999년)